# Péter Szijjártó

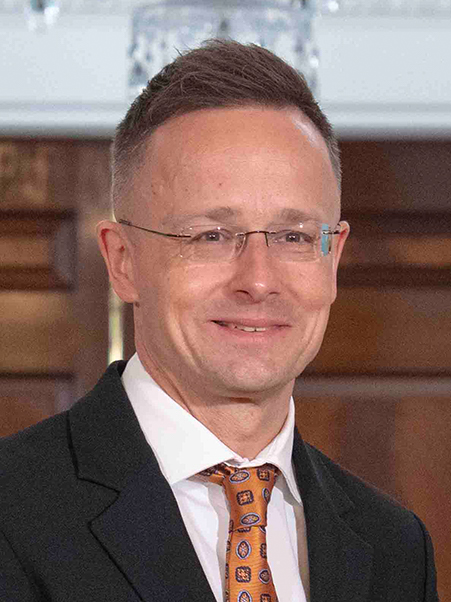
Péter Szijjártó (2025)

Péter Szijjártó (ˈpeːtɛr ˈsijjaːrtoː, Ungarisch Szijjártó Péter, * 30. Oktober 1978 in Komárom) ist ein ungarischer Politiker. Seit dem 23. September 2014 ist er ungarischer Außenminister.

## Leben

### Ausbildung
Péter Szijjártó wuchs in einer wohlhabenden Familie im Norden Ungarns auf. In seiner Schulzeit lebte er ein halbes Jahr in den Vereinigten Staaten. Danach studierte Szijjártó an der Universität Budapest Internationale Beziehungen und Sportmanagement.

### Politische Karriere
Szijjártó begann seine politische Karriere in Győr, als er sich dort 1998 für die Partei Fidesz in die Stadtversammlung wählen ließ und das Amt des stellvertretenden Ausschussvorsitzenden im Komitee für Ausbildung, Kultur und Sport übernahm. Zudem gehörte er zu den Gründern des örtlichen Ablegers der Fidesz-Jugendorganisation Fidelitas und wurde zum Vizepräsidenten der Organisation für ganz Ungarn gewählt. Von 2005 bis 2009 war er deren Präsident.
Seit 2002 ist Szijjártó Abgeordneter im Országgyűlés, dem ungarischen Parlament (in seiner ersten Legislaturperiode war er der jüngste Abgeordnete). 2004 wurde er dort zum stellvertretenden Vorsitzenden des Ausschusses für Jugend und Sport ernannt.
Szijjártó übernahm zudem das Amt des Sprechers der Fidesz und wurde nach deren Wahlerfolg im Mai 2010 Sprecher von Regierungschef Viktor Orbán; das Amt hatte er bis 2012 inne. Dann übertrug ihm Orbán den Vorsitz über mehrere Komitees, die sich mit den Handelsbeziehungen Ungarns beschäftigten. Nachdem der bisherige Außenminister Tibor Navracsics als Kommissar für Bildung und Kultur in der europäischen Kommission nominiert und vom Europäischen Parlament bestätigt worden war, ernannte Orbán Szijjártó zum Außenminister. Er trat das Amt am 23. September 2014 an.
Auf Grund einer Reise mit seiner Familie im Sommer 2020, die er auf einem Schiff des Geschäftsmanns László Szijj verbrachte und gleichzeitig Fotos seiner Büroarbeit in Budapest verbreitete, muss sich Szijjártó einigen unangenehmen Fragen stellen.
Szijjártó ist bekannt für seine russlandfreundliche Außenpolitik. 2021 erhielt er daher vom russischen Außenminister Sergej Lawrow den russischen Orden der Freundschaft verliehen. Die guten Beziehungen zur russischen Regierung pflegte er auch nach dem russischen Überfall auf die Ukraine im Februar 2022. Am 21. Juli 2022 reiste er überraschend nach Moskau, um eine Erhöhung der russischen Gaslieferungen an Ungarn zu verhandeln. Damit konterkarierte er die Bemühungen der EU, die Gaslieferungen in Reaktion auf den russischen Angriff auf die Ukraine zu reduzieren.
Ende August 2024 versuchte Szijjártó, im Streit zwischen Ungarn und der Slowakei mit der Ukraine über Öllieferungen des russischen Ölproduzenten Lukoil (Druschba-Pipeline) die EU-Kommission in die Verantwortung zu nehmen.